# Piotr Popow
Piotr Popow, ros. Петр Семенович Попов (ur. 1920 w Kalininie, zm. 1960) – radziecki podpułkownik, oficer wywiadu wojskowego GRU, amerykański szpieg.
Będąc radzieckim oficerem GRU, przydzielonym do dowództwa radzieckiej grupy wojsk w Baden pod Wiedniem zaoferował Amerykanom w 1953 sprzedaż tajemnic wojskowych poprzez wrzucenie listu z propozycją do samochodu z rejestracją dyplomatyczną amerykańskiej ambasady.
Popow przekazywał Amerykanom pierwsze po II wojnie światowej informacje o nowej strukturze GRU i operacjach wywiadowczych w Austrii i Jugosławii.
W 1954 roku Popow powrócił do kraju. Za namową prowadzącego go oficera CIA George Kisvaltera miał tam nawiązać kontakt z wywiadem amerykańskim, lecz tego nie uczynił.

## Berlin
Popow został skierowany na placówkę do Berlina Wschodniego, gdzie poprzez ambasadę brytyjską i przekazanemu rezydentowi brytyjskiej Secret Intelligence Service nawiązał ponownie kontakt z CIA. Jako doświadczony oficer wywiadu wojskowego nie zwracał uwagi na bezpieczeństwo uważając, że KGB jest efektywne tylko w kraju. Z tego też względu nie chciał się kontaktować z CIA w ZSRR, nawet za pomocą tzw. martwych skrzynek kontaktowych. Przekazał Amerykanom informację o planach wysłania przez GRU do Stanów Zjednoczonych nielegała – kobiety, dzięki czemu została ona objęta obserwacją Federalnego Biura Śledczego od chwili przyjazdu do USA. Po zorientowaniu się w sytuacji – wróciła do ZSRR.

## Wezwanie
Już od dłuższego czasu KGB otrzymywało raporty z różnych źródeł, że tajne informacje z placówki GRU w Berlinie dostają się w ręce przeciwnika. W 1958 roku Popowa wezwano do centrali GRU. Przed wyjazdem Amerykanie zaproponowali mu azyl w USA, lecz on odmówił. Po przyjeździe został zwolniony z wywiadu wojskowego z powodu ukrywania wiedeńskiej kochanki i poddany dokładnej obserwacji przez kontrwywiad KGB. Wiedząc, że jest podejrzewany, łamiąc wszelkie zasady bezpieczeństwa w takiej sytuacji, przyszedł na umówione spotkanie z oficerem CIA na jednej z ulic w Moskwie. Były pracownik I Zarządu Głównego Komitetu Bezpieczeństwa Państwowego, Oleg Kaługin, stwierdził, że pod obserwacją KGB był nie tylko Popow, ale także amerykański oficer, który przyszedł na umówione spotkanie.
Po spotkaniu z oficerem CIA Popowa ponownie aresztowano. Tym razem KGB miało żelazne dowody szpiegostwa Popowa. Za cenę uratowania życia Piotr Popow zgodził się prowadzić grę z CIA, przekazując im fałszywe meldunki. Podczas jednego ze spotkań w październiku 1958 roku Popow zdołał przekazać miniaturową karteczkę z napisem ostrzegającym, że pracuje pod dyktando KGB.
Po tym spotkaniu KGB aresztowało Popowa ponownie, a prowadzącego go oficera z placówki CIA w Moskwie Russella Langella wydalono z ZSRR. Piotra Popowa stracono (podobno paląc go żywcem w piecu w obecności kilku oficerów GRU).

## Kret w MI6
Piotra Popowa wydał prawdopodobnie były pracownik Special Operations Executive, oficer wywiadu brytyjskiego MI6, George Blake, zwerbowany przez wywiad północnokoreański podczas wojny w Korei i przekazany KGB.